# Ascolepis metallorum
Ascolepis metallorum är en halvgräsart som beskrevs av Paul Auguste Duvigneaud och G.Léonard. Ascolepis metallorum ingår i släktet Ascolepis och familjen halvgräs. Inga underarter finns listade i Catalogue of Life.